# Непер
Не́пер (русское обозначение: Нп; международное: Np) — единица логарифмического отношения физической величины к одноимённой физической величине, принимаемой за исходную. В основе единицы лежит натуральный логарифм. Единица названа в честь шотландского математика Джона Непера.
Непер выражает отношение одноимённых силовых величин (величин поля, как принято в международных документах), таких как электрическое напряжение или сила электрического тока, квадрат которых пропорционален мощности, в виде натурального логарифма этого отношения. Отношение энергетических величин — мощностей, выраженное в неперах, равняется одной второй натурального логарифма отношения этих мощностей.
Непер (1 Нп) соответствует значению e отношения силовых величин и значению e2 отношения энергетических величин.
Непер относится к единицам, не входящим в Международную систему единиц (СИ), но в соответствии с решением Международного комитета мер и весов допускается к применению без ограничений совместно с единицами СИ. В основном применяется в электросвязи, но постепенно вытесняется получившей широкое распространение единицей децибел.

## Применение
Отношение силовых величин (F) в неперах:
{\displaystyle N_{F}=\ln {\frac {F_{1}}{F_{2}}}.}
Отношение энергетических величин (P) в неперах:
{\displaystyle N_{P}={\frac {1}{2}}\ln {\frac {P_{1}}{P_{2}}}.}
В некоторых научных дисциплинах непер может использоваться для выражения логарифма отношения мощностей без коэффициента 1/2, например, оптическая глубина или затухание в радиометрии. Однако подобное применение запрещено в электросвязи, чтобы не создавать путаницы.
Для измерений на своих территориях странам разрешено по-прежнему использовать и непер, и децибел. Это допускается и для обмена информацией между странами при наличии между ними двухстороннего соглашения. Однако в большинстве случаев при международном обмене информацией рекомендуется использовать децибел.
Непер всегда явно или неявно используется в случае теоретических или научных расчетов, когда отношения выражаются с помощью натуральных логарифмов.

### Сравнение с другими логарифмическими единицами
| Единица | Обозначение | Изменение энергетической величины в … раз | Изменение силовой величины в … раз        | Пересчёт в … | Пересчёт в … | Пересчёт в … | Пересчёт в … |
| Единица | Обозначение | Изменение энергетической величины в … раз | Изменение силовой величины в … раз        | дБ           | Б            | Нп           |              |
| ------- | ----------- | ----------------------------------------- | ----------------------------------------- | ------------ | ------------ | ------------ | ------------ |
| децибел | дБ, dB      | {\displaystyle {\sqrt[{10}]{10}}} ≈ 1,259 | {\displaystyle {\sqrt[{20}]{10}}} ≈ 1,122 | 1            | 0,1          | ≈0,1151      |              |
| бел     | Б, B        | 10                                        | {\displaystyle {\sqrt {10}}} ≈ 3,162      | 10           | 1            | ≈1,151       |              |
| непер   | Нп, Np      | e2 ≈ 7,389                                | e ≈ 2,718                                 | ≈8,686       | ≈0,8686      | 1            |              |